# Adieu, je reste
Pour plus de détails, voir Fiche technique et Distribution.
Adieu, je reste (The Goodbye Girl) est un film américain réalisé par Herbert Ross, sorti en 1977.

## Synopsis
Plaquée par son petit ami acteur au moment où elle croyait partir pour Hollywood, une ex-danseuse (Marsha Mason) est obligée de partager son appartement avec un autre acteur (Richard Dreyfuss) qui débarque de nulle part. Obligée de retravailler pour nourrir sa fille Lucy (Quinn Cummings), elle doit supporter les lubies de ce nouveau colocataire qui lui, se ruine la santé et le moral sur une adaptation loufoque d'un grand classique de William Shakespeare massacré par un metteur en scène déjanté (Paul Benedict). Après la première de la pièce, qui est un bide total, partageant leur détresse, ils vont progressivement se rapprocher jusqu'à tomber amoureux. C'est alors que leurs vies s'apaisent que le garçon reçoit une proposition de film qui va l'éloigner de sa nouvelle famille. Va-t-elle à nouveau se retrouver seule ?

## Fiche technique
- Titre français : Adieu, je reste
- Titre original : The Goodbye Girl
- Réalisation : Herbert Ross
- Scénario : Neil Simon
- Musique : Dave Grusin
- Photographie : David M. Walsh
- Montage : John F. Burnett
- Production : Ray Stark
- Sociétés de production : Warner Bros., Metro-Goldwyn-Mayer & Rastar Pictures
- Société de distribution : Metro-Goldwyn-Mayer
- Pays de production :  États-Unis
- Langue : Anglais
- Format : Couleur - Mono - 35 mm - 1.85:1
- Genre : Comédie dramatique
- Durée : 110 min

## Distribution
- Richard Dreyfuss (VF : Bernard Murat) : Elliot Garfield
- Marsha Mason (VF : Françoise Giret) : Paula McFadden
- Quinn Cummings (VF : Sylviane Bressy) : Lucy McFadden
- Barbara Rhoades (VF : Michèle Bardollet) : Donna Douglas
- Paul Benedict : Mark
- Nicol Williamson : Oliver Frey
- Theresa Merritt (VF : Paule Emanuele) : Mme Crosby
- Michael Shawn (VF : René Bériard) : Ronnie Burns
- Gene Castle (VF : Pierre Arditi) : l'assistant chorégraphe
- Patricia Pearcy : Rhonda Fontana
- Robert Kerman : un comédien aux côtés d'Elliot

## Distinctions

### Récompenses
- Oscars 1978 :
  - Meilleur acteur pour Richard Dreyfuss
- Golden Globe Award 1978 :
  - Meilleur film musical ou de comédie
  - Meilleur acteur dans un film musical ou de comédie pour Richard Dreyfuss
  - Meilleure actrice dans un film musical ou une comédie pour Marsha Mason
  - Meilleur scénario pour Neil Simon
- BAFTA 1979 :
  - Meilleur acteur pour Richard Dreyfuss

### Nominations
- Oscars :
  - Meilleur film pour Ray Stark
  - Meilleure actrice pour Marsha Mason
  - Meilleure actrice dans un second rôle pour Quinn Cummings
  - Meilleur scénario original pour Neil Simon
- Golden Globe Award :
  - Meilleure actrice dans un second rôle pour Quinn Cummings
- BAFTA :
  - Meilleure actrice pour Marsha Mason
  - Meilleur scénario pour Neil Simon